# Liste der Generalgouverneure von Mauritius

Flagge der Generalgouverneure von Mauritius

Der Generalgouverneur von Mauritius war der Vertreter von  Königin Elisabeth II. als Königin von Mauritius von der Unabhängigkeit des Landes am 12. März 1968 bis zur Gründung als Republik am 12. März 1992.
| Name                                          | Lebensdaten | Amtszeit                              |
| --------------------------------------------- | ----------- | ------------------------------------- |
| Sir John Shaw Rennie                          | 1917–2002   | 12. März 1968 – 3. September 1968     |
| Sir Leonard Williams                          | 1904–1972   | 3. September 1968 – 27. Dezember 1972 |
| Sir Raman Osman (kommissarisch)               | 1902–1992   | 27. Dezember 1972 – 30. Januar 1973   |
| Sir Raman Osman                               | 1902–1992   | 30. Januar 1973 – 31. Oktober 1977    |
| Sir Henry Garrioch (kommissarisch)            | 1916–2008   | 31. Oktober 1977 – 23. März 1978      |
| Sir Dayendranath Burrenchobay (kommissarisch) | 1919–1999   | 23. März 1978 – 26. April 1979        |
| Sir Dayendranath Burrenchobay                 | 1919–1999   | 26. April 1979 – 28. Dezember 1983    |
| Sir Seewoosagur Ramgoolam                     | 1900–1985   | 28. Dezember 1983 – 15. Dezember 1985 |
| Sir Cassam Moollan (kommissarisch)            | 1927–2010   | 15. Dezember 1985 – 17. Januar 1986   |
| Sir Veerasamy Ringadoo                        | 1920–2000   | 17. Januar 1986 – 12. März 1992       |